# サムソン・トー・ブアマッド
サムソン・トー・ブアマッド（Samson Tor Buamad、1983年4月26日 - ）は、タイ王国・ロッブリー県出身の女子プロボクサー。本名はシリポーン・タウィスク（Siriporn Taweesuk）。サムソン・トー・ブワマーッなどの表記も見られる。旧リングネームはサムソン・ソー・シリポーン（Samson Sor Siriporn）。

## 来歴
当時16歳の2000年に麻薬密売により逮捕され、懲役10年の刑を受け服役。
収監されたクロンプレム刑務所での更生プログラムの一環としてボクシングを始め、プロとなった。
2006年5月10日には刑務所内でWBC女子世界ミニマム級王者菊地奈々子と対戦するが、判定負け。
2007年4月3日、宮尾綾香とWBC女子ライトフライ級王座決定戦に挑み、判定で勝利を収めタイ初の女子世界王者となった。これにより刑期が短縮され、6月に釈放。
2007年8月15日、バンコクにてアンリを判定で退け初防衛。
2007年11月19日、バンコクにて小関桃を判定で退け2度目の防衛。
2008年、リングネームをサムソン・ソー・シリポーンとした。
2008年4月26日、カンボジア・プノンペンにて江畑佳代子相手に3度目の防衛に成功。
同年、彼女の半生が映画化される。
だが、その後負傷に加えて試合を巡るトラブルにより12月10日に王座を返上。
直後、プロモーターの変更によりリングネームをサムソン・トー・ブワマーッに改める。
2009年4月10日、クララ・レイヴァを8RTKOで下し、WIBAインターナショナルフライ級王座獲得。
2009年6月17日、中国のルオ・ユイジエ（世界17位）を相手にWIBAフライ級インターナショナルフライ級王座を防衛。
2010年5月18日、WIBA世界ミニフライ級王座決定戦でジュジース・ナガワを4RTKOで退け、王座獲得。
2011年2月19日、ABCO女子ミニマム級王座をかけて、グレッツェン・アバニエルと対戦、3-0判定で勝利しWIBA王座の防衛、WBCアジア王座の獲得に成功した。

## 戦績
- 48戦43勝（25KO）5敗

## 獲得タイトル
- WBC女子ライトフライ級王座
- WIBAインターナショナルフライ級王座
- WIBA世界ミニマム級王座
- ABCO女子ミニマム級王座